# 圣母升天犹太会堂
圣母升天犹太会堂（西班牙語：Sinagoga del Tránsito）是西班牙托莱多的一座历史建筑。它以其丰富的石膏灰泥装饰而著名，可与塞维利亚的塞维利亚王宫和格拉纳达的阿尔罕布拉宫相比。

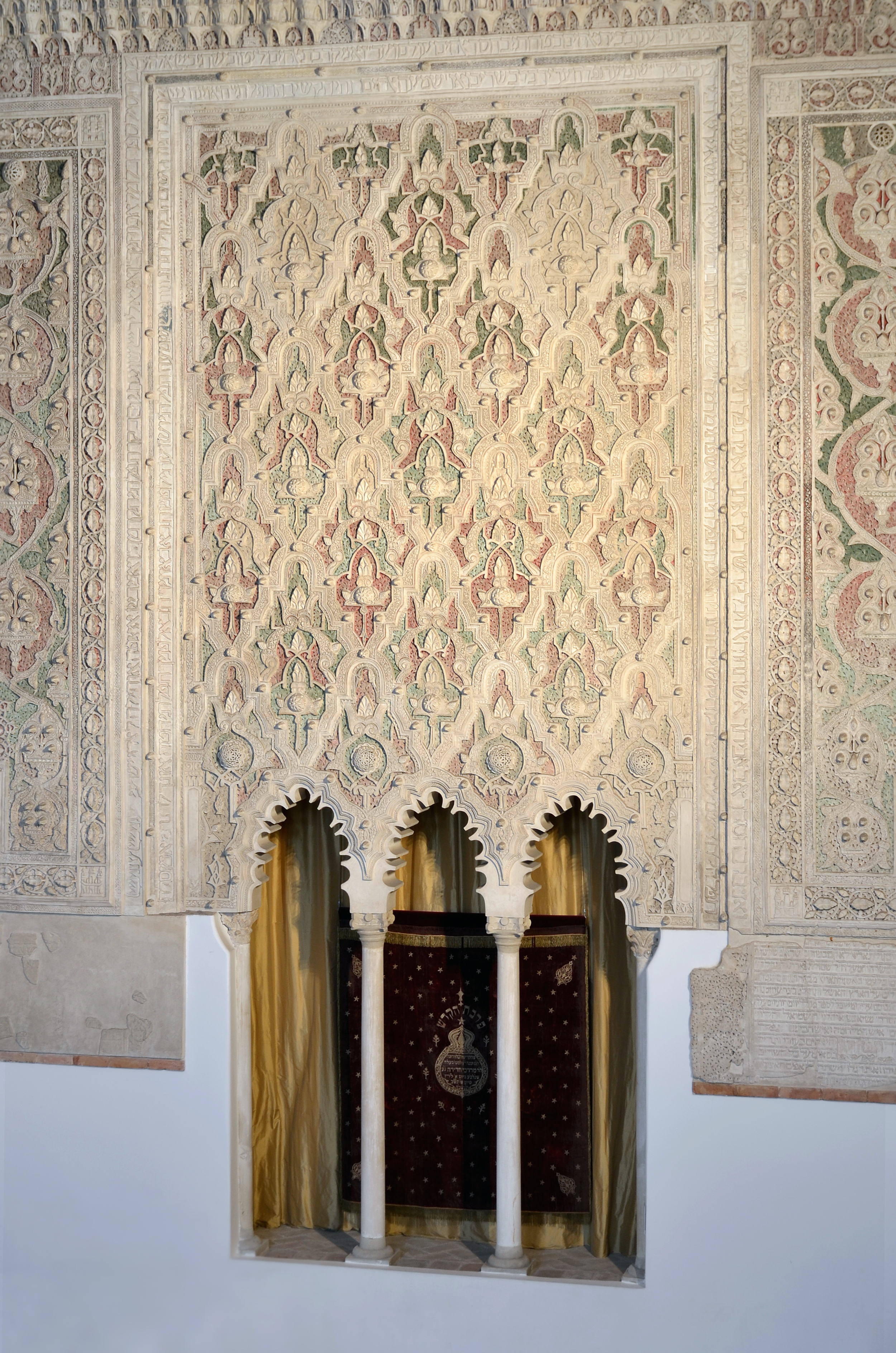

## 建筑历史

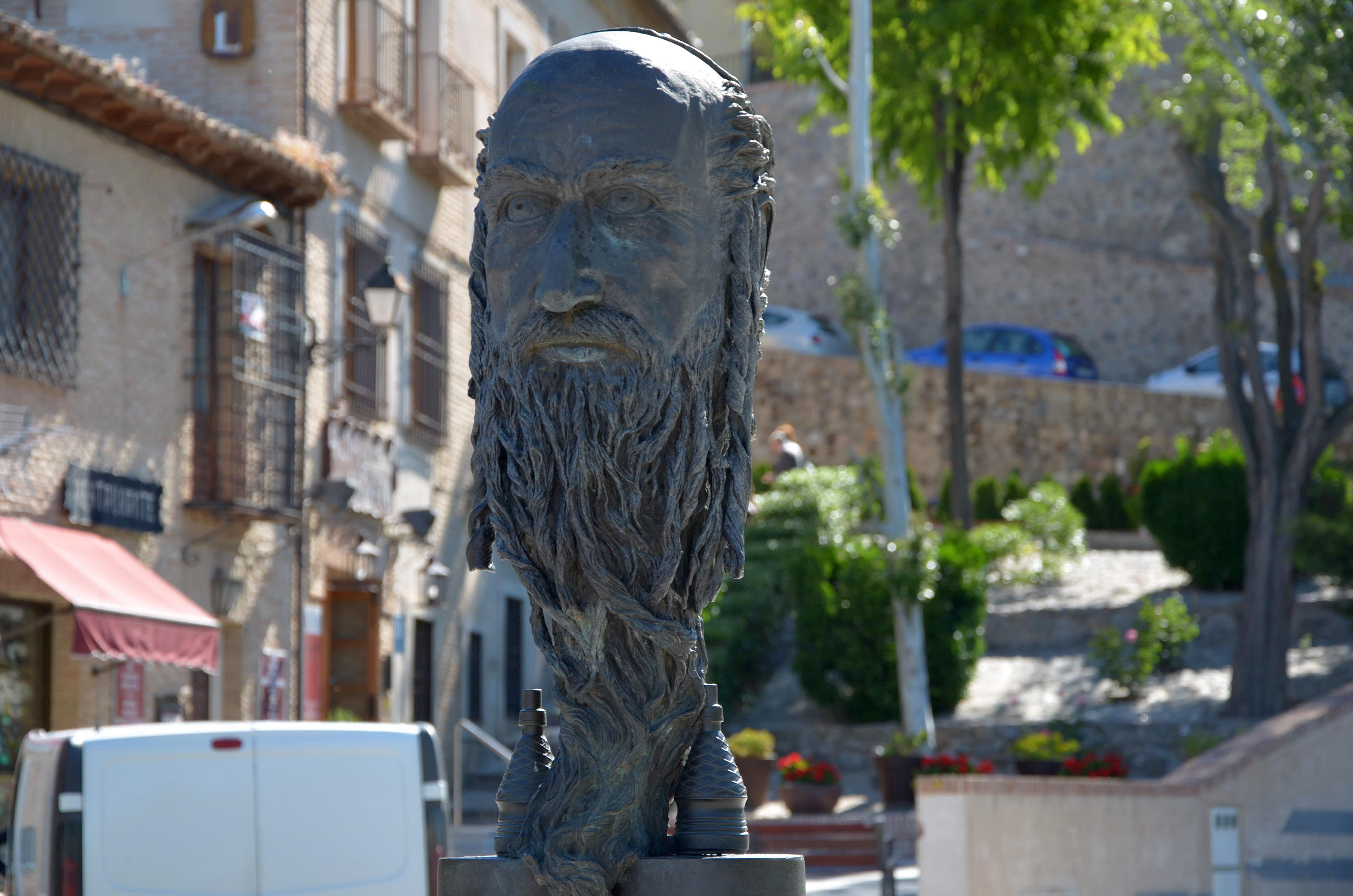

该会堂是由卡斯蒂利亚王国国王佩德羅一世的司库撒母耳·哈-利维·阿布拉菲亚创建于1356年。创始人所在的家族已经为卡斯蒂利亚国王服务了好几代人，包括卡巴拉人士和妥拉学者，如梅尔·阿布拉菲亚和托德罗斯·阿布拉菲亚，以及另一位托德罗斯·阿布拉菲亚，他是最后一位受阿拉伯影响风格写作的十二世纪和十三世纪西班牙犹太诗人之一。犹太会堂与撒母耳·哈-利维·阿布拉菲亚的住宅相连，他打算把它作为私人礼拜堂。。佩德罗国王同意建造犹太会堂，以补偿在1348年托莱多伴随黑死病发生的反犹骚乱期间，托莱多犹太人所受的破坏。创始人最终与国王发生抵触，于1360年被处死。犹太人被驱逐出西班牙后，该犹太会堂被改建成教堂。这座建筑处于良好的保护状态，目前是一座博物馆。

## 变迁
1492年，根据阿罕布拉法令，驱逐该市的犹太人之后，该建筑由卡拉特拉瓦骑士团管理，被改为骑士团教堂，供奉圣本笃。在17世纪，教堂的名称改为“圣母升天”（Nuestra Señora del Tránsito），这个名字源于堂内的一幅胡安·科雷亚·德维瓦尔（Juan Correa de Vivar）的画作圣母升天。
在拿破仑战争期间，犹太会堂曾被用作军事总部。
1877年，该建筑成为西班牙的国家古迹。该建筑改为塞法迪犹太人博物馆， 1910年左右，成为其正式名称。

## 建筑
在国王的同意下，哈吉利违抗了要求犹太会堂要小于、低于教堂，以及装饰朴素的的法律。这座建筑拥有奈斯里德王朝风格的多色石膏灰泥装饰，希伯来语铭文赞美国王和哈-利维本人，诗篇的引文，多叶饰拱，以及巨大的穆德哈尔拱形天花板。阿拉伯的铭文与灰泥装饰中的花卉图案交织在一起。
在礼拜过程中，妇女与男子分开，二楼的走廊为她们保留。走廊位于南墙，有五个宽阔的开口俯瞰妥拉櫃, 在塞法迪传统中称为赫沙尔（Hechal）。

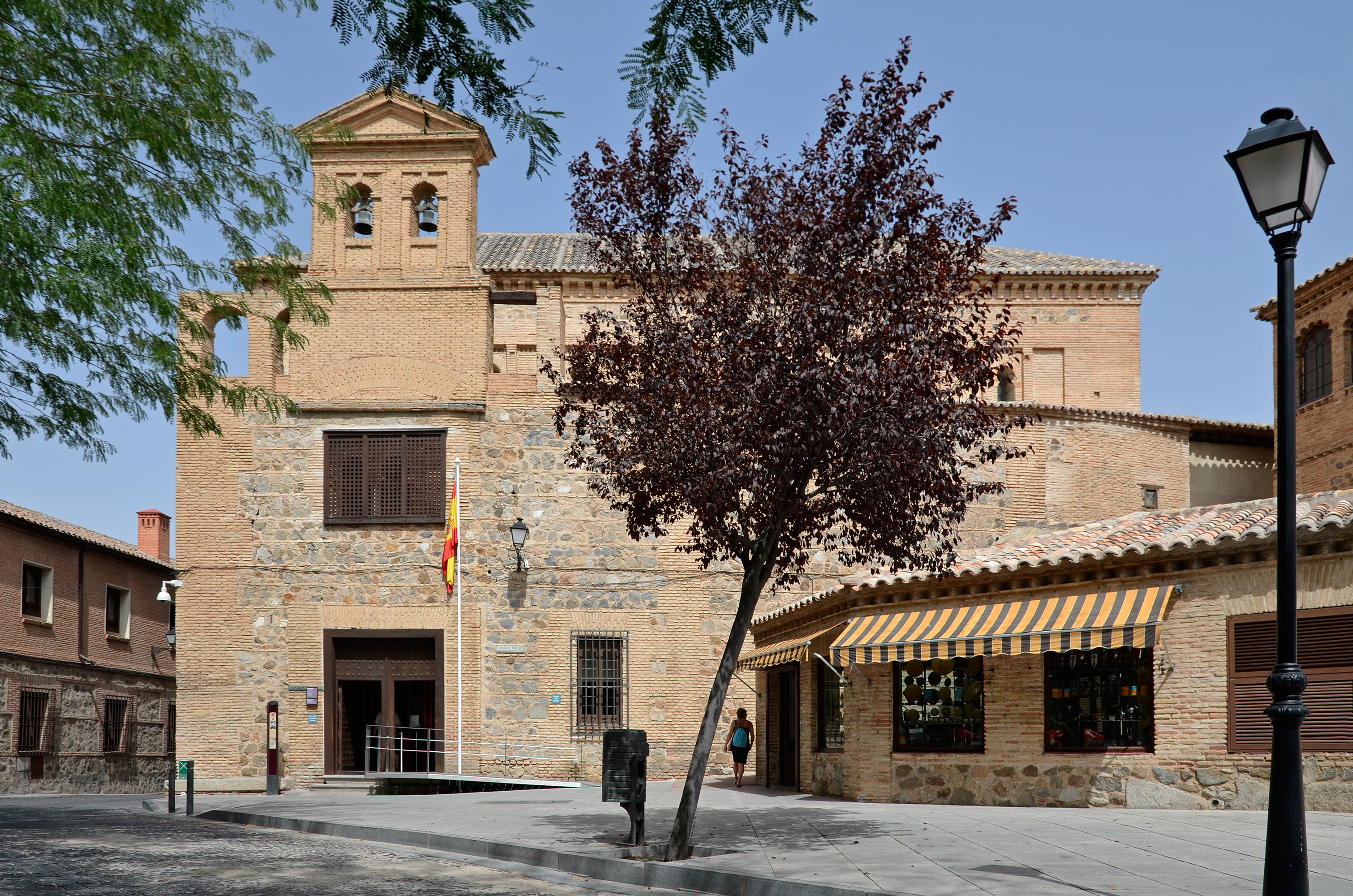
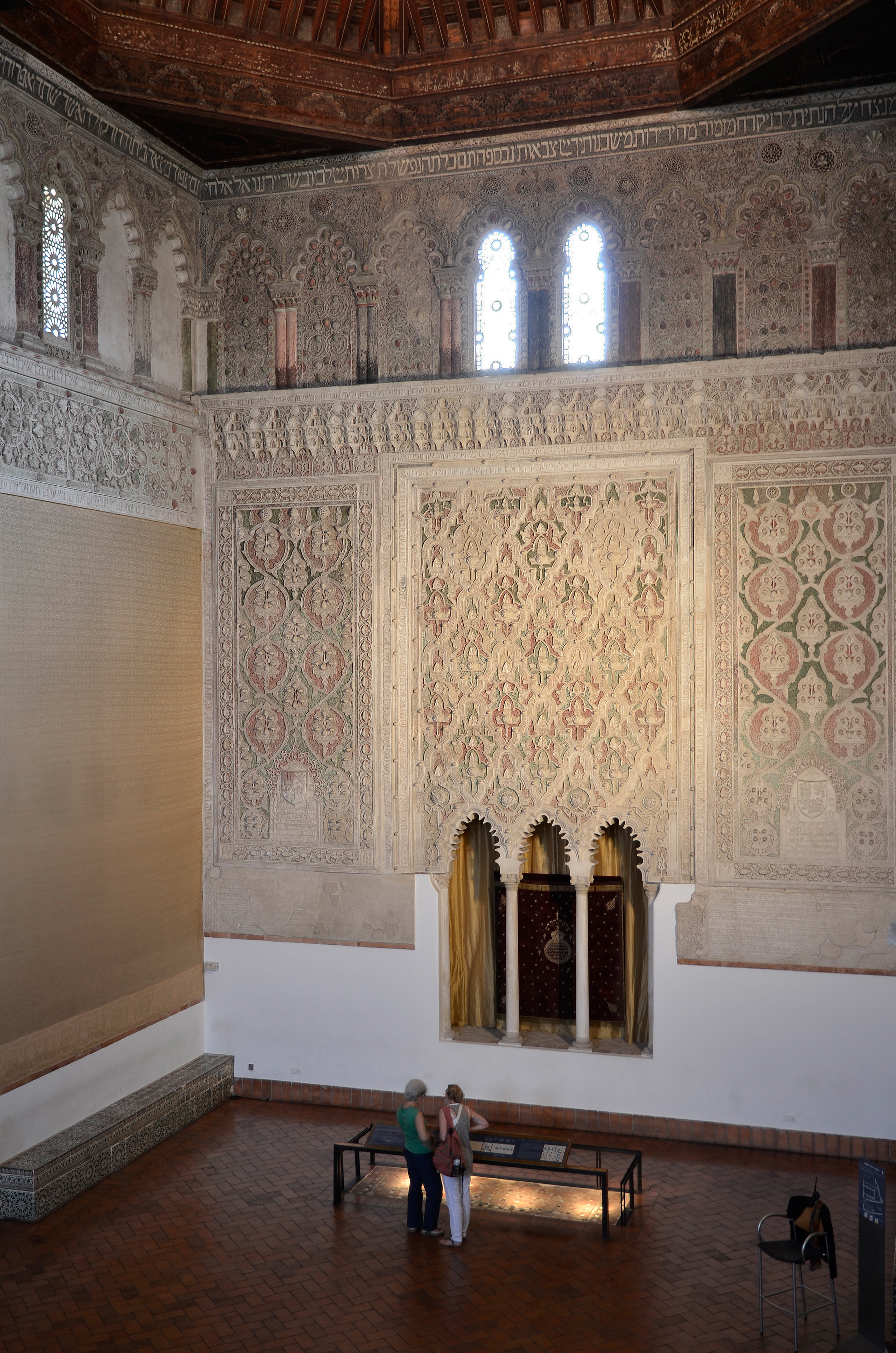
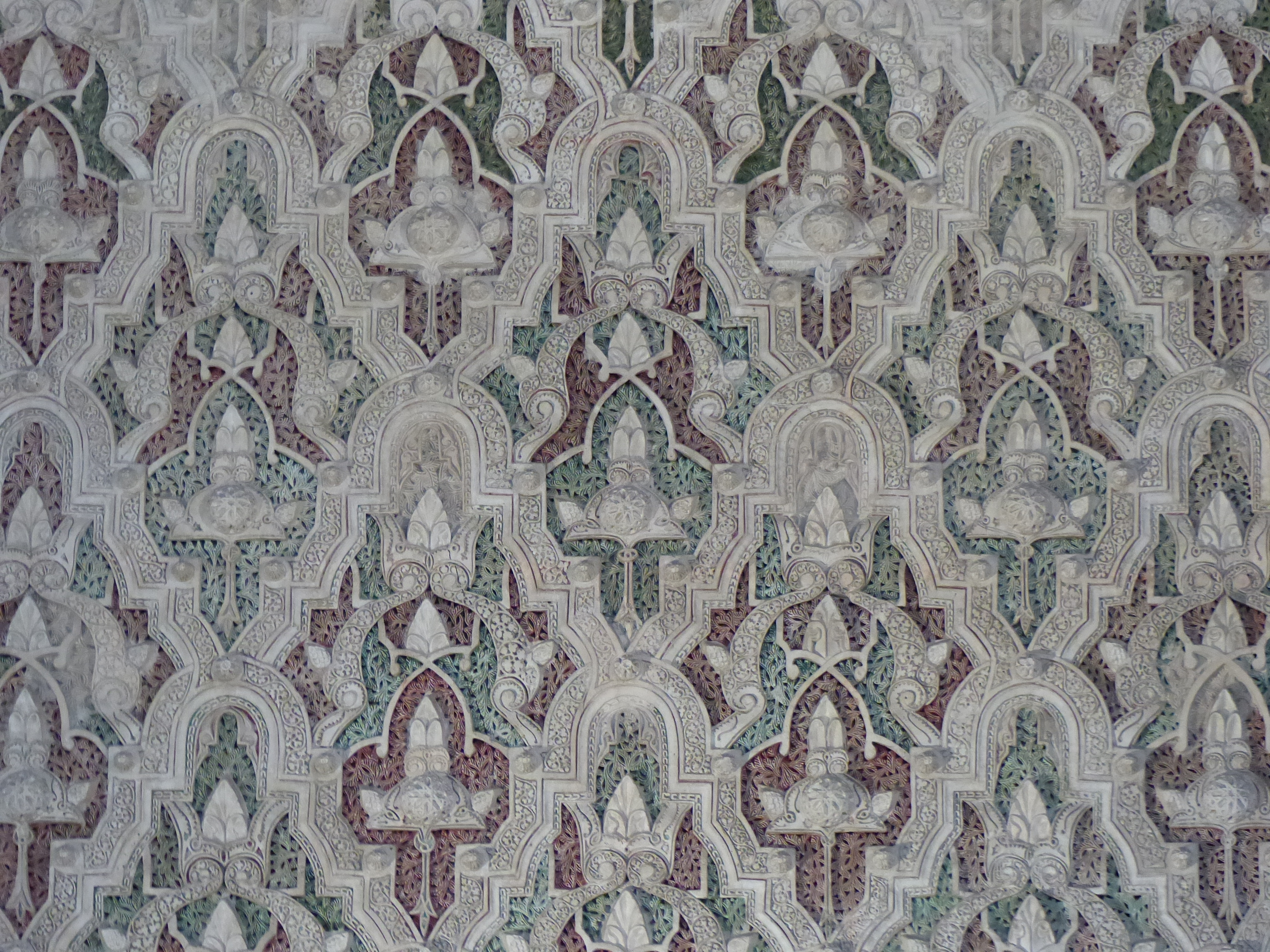
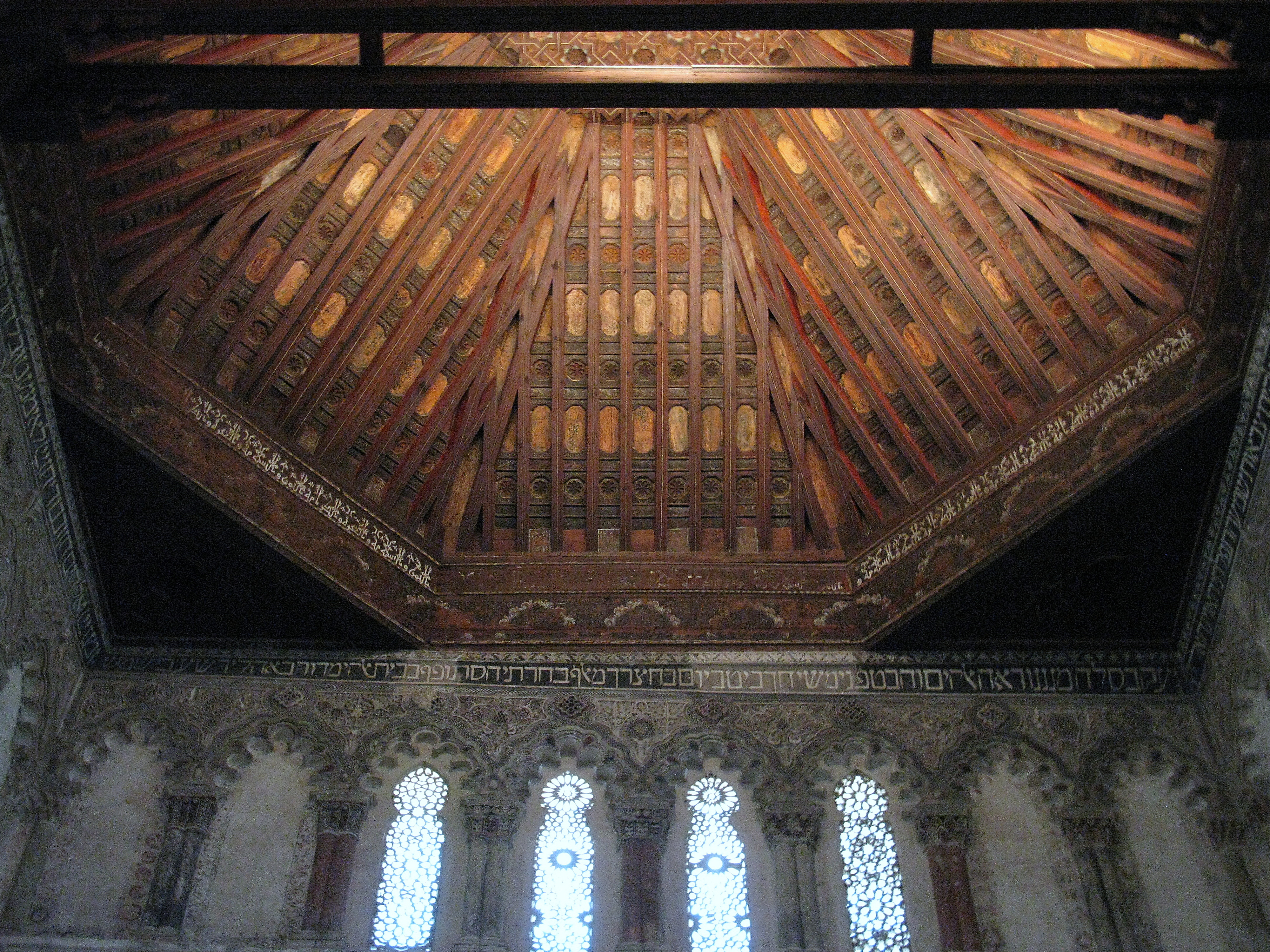
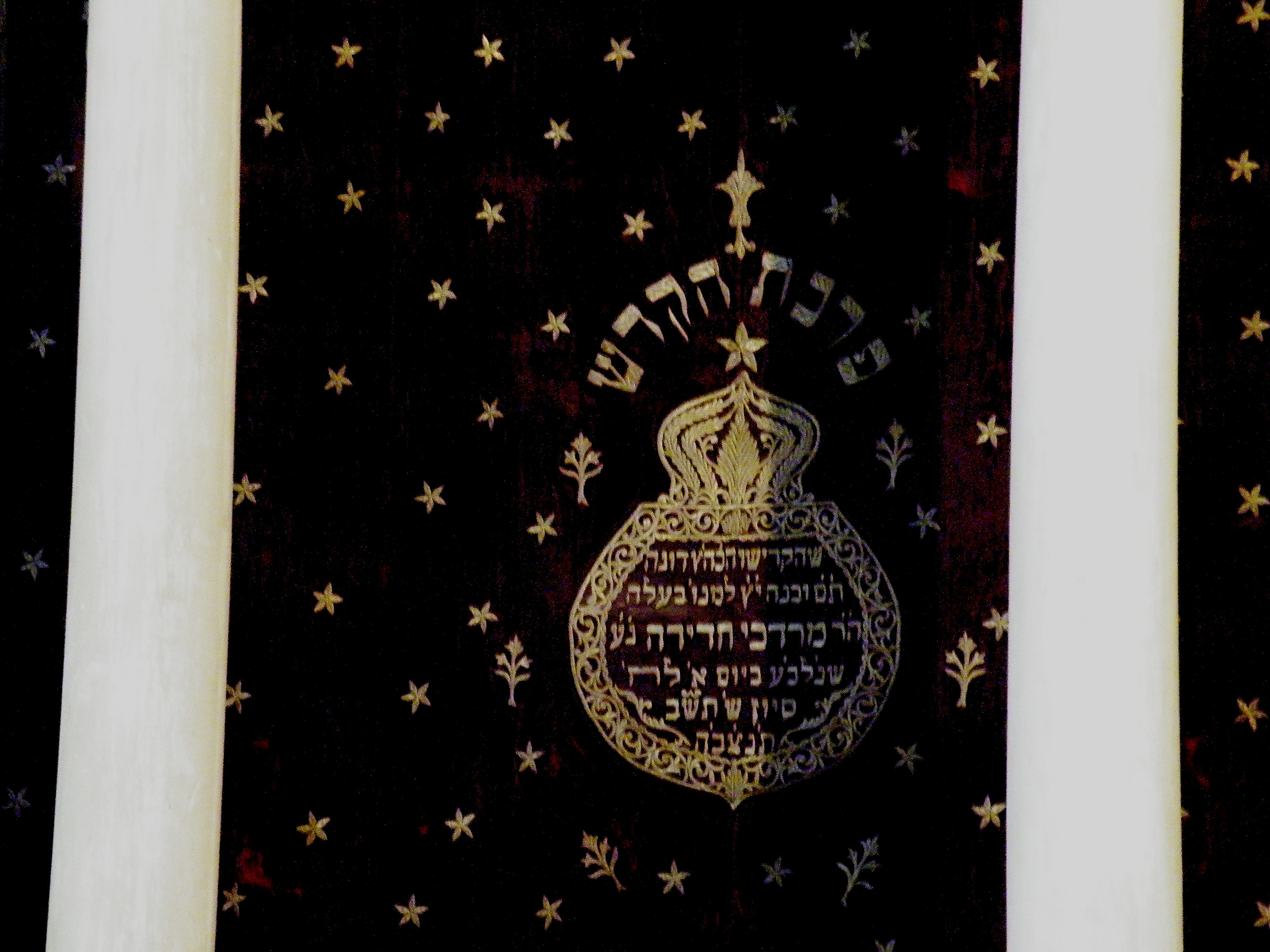
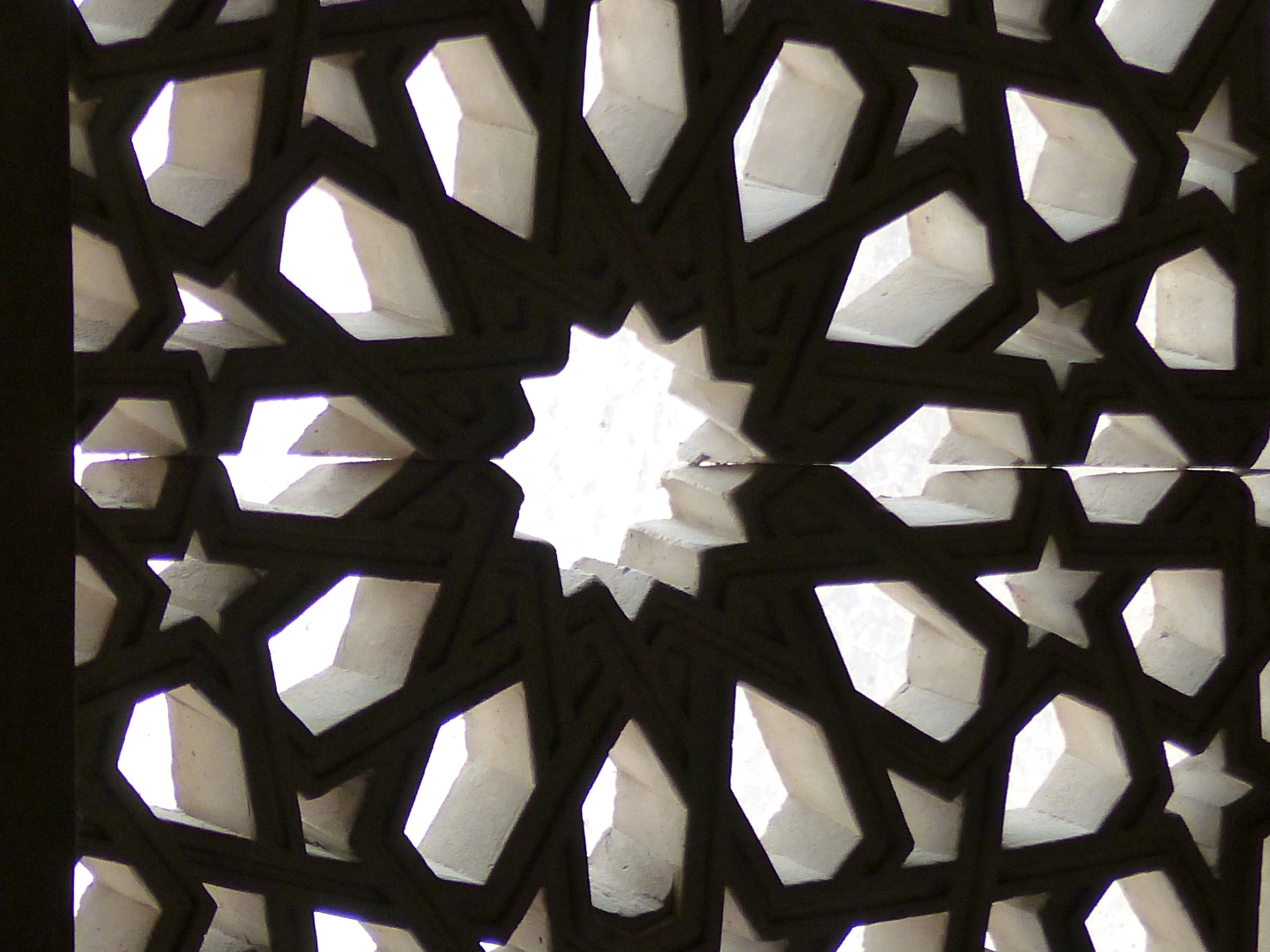